# Csengerbagos
Csengerbagos (románul Boghiș) falu Romániában, Szatmár megyében.

## Fekvése
Szatmárnémetitől nyugatra, a Kraszna partján található település, a magyar-román határ mellett.

## Története
A település ősidők óta lakott hely, itt őskori leletek is kerültek már felszínre.
Csengerbagos a Kaplon nemzetségbeli Bagossy család ősi fészke.
E család 1354-ben pallosjogot nyert I. Lajos királytól, melyet Zsigmond király 1395-ben megerősített és 1409-ben a Vetéssy család számára is kiterjesztett.
A település neve írásos formában 1306-ban fordul elő egy királyi adománylevélben, melyben a községet és a hozzá tartozó uradalmat örökös hűbérül a Bagossy család kapja, amikor Bagossy János vezetésével itt tartotta gyűlését a nemes vármegye. Neve ekkor Bogus alakban volt írva.
1405-ben Kállay János is kapott benne birtokrészt.
1424-ben a Bagossy család tagjai pörbe keverednek a Bélteki Drágfyakkal, mert itteni jobbágyaikat megverték.
A 17-19. században a falu a Bagossy családé, de mellettük kisebb birtokosok is vannak itt.
1718-ban Bagossy László alispán ismét itt tartja meg a megyegyűlést.
A 18. század elején a környéken kóborló hadak elpusztították.
1731-ben Bagossy László "óhitű" oláhokat telepített ide.
Az 1900-as évek elején legnagyobb birtokosa Dégenfeld József volt.

## Nevezetességek
- Református templom – a 15. században épült. A templom alatt van a Bagossy család sírboltja.